# 状语格
状语格（adverbial case、簡寫：adv）是阿布哈兹语和格鲁吉亚语中的一类变格，使名词或形容词有类似副词的作用。这种变格在某些语言的语法中被和離格混用。另一些語言如芬蘭語兩者皆有。

## 举例
在格鲁吉亚语中，状语格有多种功能。其中最常见的用途是从形容词派生副词。
Pianinoze kargad ukravs ("他/她钢琴弹得好")
这个例句中，კარგად(kargad)是副词“好”。词根是形容词“კარგი”(kargi)，状语格后缀是 (-ad)。
状语格也可以由“作为”的意思。
Masc'avleblad mushaobs ("他作为老师工作")
说明语言名的时候，也使用状语格:
Inglisurad lap'arakobs ("他/她说英语")
Germanulad gadatargmna ("他/她翻译(这句话)成德语")
在使用了前缀sa-的将来时被动态中，状语格通常用来表示有目的的行为：
Usatuod shevecdebi biletebi vishovo mag p'iesis sanaxavad 
无疑，我会为了看这场戏而尝试。(Aronson, p. 402)